# Хесо IV фон Юзенберг
Хесо IV фон Юзенберг (на немски: Hesso IV (Hessemann) von Üsenberg; * 1283; † 1331) от фамилията на господарите на Юзенберг, е господар Кенцинген/Юзенберг в Брайзгау.

## Произход
Той е син на Буркхард III фон Юзенберг-Кенцинген († 13 април 1305 или 1334), господар на Юзенберг, и първата му съпруга фон Шварценберг или втората му съпруга фон Хевен. Внук е на Рудолф II фон Кенцинген († 1259) и първата му съпруга графиня Кунигунда фон Катценелнбоген († 1253). Правнук е на Рудолф I фон Юзенберг († сл. 1231). Потомък е на Хесо II († сл. 1157), фогт фон Юзенберг.
След разделянето на господството ок. 1290 г. родът губи бързо значението си. С внукът му Хесо V фон Юзенберг († 1379) родът на господарите на Юзенберг изчезва.

## Фамилия
Първи брак: с Гизела фон Малтерер. Бракът е бездетен.
Втори брак: с Агнес фон Хоенгеролдсек († сл. 1404). Те имат децата:
- син
- Буркард IV фон Юзенберг († 28 декември 1336), господар на Юзенберг, женен пр. 12 март 1319 г. за Лугарт фон Геролдсек, дъщеря на Херман II фон Геролдсек († 2 юли 1298) и Ута фон Тюбинген († сл. 1302); имат два сина и една дъщеря
- Гебхард фон Юзенберг
- Уделхилд фон Юзенберг († сл. 1322), омъжена за фрайхер Йохан I фон Шнабелбург, фогт на Шварценберг († сл. 1315)
- Анна (Анастасия) фон Юзенберг († пр. 24 август 1437), омъжена I. за Вернер фон Хорнберг († сл. 1393), II. за херцог Райнолд фон Урзлинген († 11 ноември 1442), внук на херцог Райнолд фон Урзлинген († сл. 1365)
- Агата фон Юзенберг († 1434)